# Tamme rat

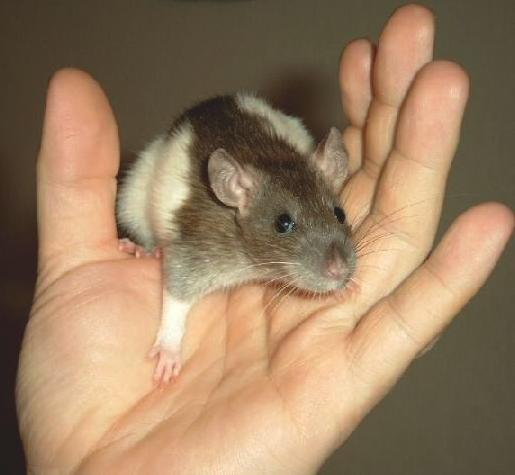
Rat als huisdier

De tamme rat (Rattus norvegicus domestica) is een tamme variant van de bruine rat die wordt gehouden als huisdier. Ze worden beschouwd als tam, aanhankelijk en leergierig. Ook zijn ze relatief schoon, maar ze vergen toewijding en onderhoud. Ze worden maar twee tot drie jaar oud en zijn bevattelijk voor luchtwegproblematiek en kanker.
Dat laatste heeft zijn oorzaak in het feit dat de tamme rat van de laboratoriumrat afstamt. Door middel van speciale fokprogramma's, in bijvoorbeeld een rattery, probeert men deze genetische kenmerken eruit te fokken. Er zijn vele stammen laboratoriumratten. Er zijn ook stammen die speciaal zijn gefokt om juist tumorongevoelig te zijn.
Het is ten stelligste af te raden, slechts één rat te houden. Een rat is een sociaal dier en zonder contact met soortgenoten gaat hij gedragsstoornissen vertonen, zoals een obsessieve knaagdrang, barberen (het dwangmatig verwijderen van haren uit de vacht op een specifieke plek), agressie en depressie. Een rat die in zijn of haar eentje gehouden wordt is niet aanhankelijker dan een rat in een groep. Men merkt zelfs dat ratten vaak hun groep, en dan in het bijzonder de groepsleider, zullen navolgen in zijn of haar affectie voor de mens. Het is van belang om niet-gecastreerde mannetjes en vrouwtjes niet bij elkaar te zetten. Inteelt en erfelijke aandoeningen zijn een niet te onderschatten probleem onder tamme ratten en er wordt dan ook aangeraden om het fokken over te laten aan gekwalificeerde ratteries, zoals bijvoorbeeld in Engeland, waar men bijzonder stabiele lijnen heeft. Er worden onnatuurlijk veel ratten in gevangenschap geboren, in tegenstelling tot in de natuurlijke omgeving waar de geboorte van jonge ratten sterk wordt gereguleerd door seizoensfactoren en sociale factoren. Het is voor een vrouwtjesrat bijzonder ongezond om constant drachtig te zijn en om op te jonge leeftijd drachtig te worden (dit kan leiden tot aandoeningen in de bekkenzone, ondergewicht, en zelfs tot levensbedreigende gezondheidstoestanden). Een ritten (jonge rat) kan al met 5 weken vruchtbaar zijn. Daarom dienen ratten ouder dan 4,5 week niet bij ratten van het andere geslacht in hetzelfde verblijf te zijn.
Vooral in gevangenschap zijn er ratten van meerdere typen en tekeningen te onderscheiden. Ratten met dumbo-oren hebben voor veel mensen een lieflijker uiterlijk, en volgens sommige ook een liever karakter waardoor ze populairder zijn dan ratten met normale oren, een verschil in karakter is echter niet aangetoond. Men heeft ook de rex, fuzzy en naaktratten variaties. Het houden van de laatste variatie staat ter discussie vanwege gezondheidsredenen bij dit type.
Ratten hebben voldoende eiwitten nodig. Vroeger dacht men dat dit per se van dierlijke oorsprong moest zijn, maar tegenwoordig is bijna al het rattenvoer vrij van vlees. In de meeste dierenwinkels is speciaal rattenvoer te krijgen met voldoende eiwitten. Gewoon knaagdierenvoer is meestal niet geschikt vanwege het hoge gehalte aan vitamine A. Tevens dient men er op toe te zien, dat het voer niet te oud is (maximaal drie maanden), omdat daarna het vitamine-gehalte tot bedenkelijke niveaus terugloopt. Ratten mogen verder niet in een te kleine kooi gehouden worden. Indien de kooi te klein is zal ruzie ontstaan tussen de ratten. Daarnaast dient de groep regelmatig te kunnen genieten van een vrije loop, en dagelijkse aandacht.